# مقاطعة سانت هيلانة (لويزيانا)
مقاطعة سانت هيلانة (بالإنجليزية: Saint Helena Parish, Louisiana)‏ هي إحدى مقاطعات ولاية لويزيانا في الولايات المتحدة. تأسست سنة 1810، وتبلغ مساحتها 1060 كم2، بلغ عدد سكانها 11203 نسمة في عام 2010 حسب إحصاء مكتب تعداد الولايات المتحدة وتصل الكثافة السكانية فيها 10 نسمة/كم2.

## وصلات خارجية
- United States Counties